# 毕群
毕群（1939年11月15日—2005年8月9日），男，河北河间人，中华人民共和国政治人物，曾任北京市政协副主席，第九届全国人大代表。